# Municipio de New Garden (Pensilvania)
El municipio de New Garden (en inglés: New Garden Township) es un municipio ubicado en el condado de Chester en el estado estadounidense de Pensilvania. En el año 2000 tenía una población de 9083 habitantes y una densidad poblacional de 217.3 personas por km².

## Geografía
El municipio de New Garden se encuentra ubicado en las coordenadas 39°50′08″N 75°46′01″O / 39.83556, -75.76694.

## Demografía
Según la Oficina del Censo en 2000 los ingresos medios por hogar en la localidad eran de $75 307 y los ingresos medios por familia eran de $89 812. Los hombres tenían unos ingresos medios de $54 524 frente a los $32 792 para las mujeres. La renta per cápita de la localidad era de $30 364. Alrededor del 5,7% de la población estaba por debajo del umbral de pobreza.